# Западноломбардское наречие
Западноломбардский язык — романский язык, употребляемый в итальянских областях Ломбардия (провинции Милан, Монца-э-Брианца, Комо, Лекко, Лоди, небольшая часть провинции Кремона, Павия, Сондрио, Варесе) и Пьемонт (провинции Вербано-Кузьо-Оссола, Новара, небольшая часть Верчелли), а также в Швейцарии (в кантоне Тичино и некоторых долинах Граубюндена). Кроме как по названиям соответствующих регионов, на территории бывшего Миланского герцогства этот язык часто называют инсубрическим (см. Инсубрия и Инсубры) или миланским языком, или, после Клементо Мерло, Cisabduano («на этой стороне реки Адда»).
В италоязычном контексте, западноломбардский язык ошибочно называют диалектом итальянского языка, однако он является отдельным языком и имеет некоторые сходства с французским. Западноломбардский и итальянский языки различны и взаимонепонятны из-за лексических, фонетических и грамматических различий. Западноломбардский язык является относительно однородным (в гораздо большей степени, чем восточноломбардский язык), хотя и имеет некоторые вариации, в основном связанные с гласными /o/, /ɔ/ и с переходом /ts/ в /s/.
Западноломбардский язык может быть разделён на четыре основных диалекта: lombardo alpino (употребляется в провинциях Сондрио и Вербании в Италии, в Сопраченери в кантоне Тичино и в Гриджони в Швейцарии), lombardo-prealpino occidentale (употребляется в провинциях Комо, Варезе и Лекко, Лугано и их соседе — кантоне Тичино), basso-lombardo occidentale  (употребляется в провинциях Павиа и Лоди) и macromilanese (употребляется в провинциях Милан, Монца, Новара и в Вальсесии в Верчелли). Границы распространения расплывчаты, так как административно-территориальное деление в провинциях и муниципалитетах не зависит от языков общения.
На данный момент западноломбардский язык не имеет официального статуса в Ломбардии или где-либо ещё. Единственный официальный язык в Ломбардии — итальянский.

## Диалекты западноломбардского языка
- Миланский (macromilanese)
- Бустокко и леньянский диалект
- Брианзийский (lombardo-prealpino occidentale — macromilanese)
Канцский
Кантуанский
Монцский
- Комско-леккийский диалект (lombardo-prealpino occidentale)
Комский
Лагэ
Интельвийский
Валассинский
Леккский
Вальсассинский
- Тичинский (lombardo alpino)
Оссольский
- Граубюнденский
- Варезийский (lombardo-prealpino occidentale)
- Альпийский ломбардский(lombardo alpino, подвергся сильному влиянию восточноломбардского языка)
Вальтеллинский
Киавеннский
- Юго-западные ломбардские диалекты (basso-lombardo occidentale)
Павийский (подвергся сильному влиянию эмилиано-романьольского наречия)
Лодийский
Новарский (lombardo-prealpino occidentale — macromilanese)
Кремонский (подвергся сильному влиянию эмилиано-романьольского наречия)
- Сленги
Спаселль

Наиболее важные правила правописания в западноломбардском языке — классическая миланская орфография. Её использовали Карло Порта (1775 — 1821) и Делио Тесса (1886 — 1939). Она была усовершенствована Филологическим Кругом Милана. К альтернативным орфографиям относят тичинскую, комскую, варезийскую, новарскую и лекксскую.

## Фонетика
Фонетическими характеристиками западноломбардского языка является уменьшение вдвое согласных звуков, выражение интервокальных согласных, переход латинской u в /y/, латинской o в /œ/ø/, частичный переход долгой o в /u/, выпадение окончательных гласных (кроме a), апокопа латинских инфинитивных суффиксов -re, суффикса -i у первого лица, частичное выпадение интервокальной d, частичный переход a в o после l или другого согласного, переход латинских групп pl, bl, fl, gl в pi, bi, fi, gi (читай: dj), группы ct в c (читай: tsh), назализация гласных после n или их переход в велярный назальный, отпадение l и r в конце слов после долгих гласных, различие длины гласных, частичный переход интервокальной l в r.
В отличие от большинства романских языков, в западноломбардском присутствует зависимость от длины гласного (значения слов при изменении длины гласного меняется), например, «pas» [paːs] (мир) vs. «pass» [pas] (шаг, горный перевал); «ciapaa» [t͡ʃaˈpaː] (схватил, взял) vs. «ciapà» [t͡ʃaˈpa] (схватить, взять). Основные гласные западноломбардского языка: /a/ (КМО: a), /e/ (КМО: e), /ɛ/ (КМО: e), /i/ (КМО: i), /o/ (КМО: o), /ɔ/ (КМО: o), верхние и нижние /œ/ (КМО: oeu), /u/  (КМО: o), и /y/ (КМО: u).

## Грамматика
Западноломбардский — синтетический флективный язык. Имена существительные имеют два рода (мужской и женский) и два числа (единственное и множественное). Слова в мужском роде часто оканчиваются на согласный звук, в женском роде добавляется a. Форма множественного числа мужского и женского родов подобна форме единственного числа мужского рода. Глаголы имеют семь наклонений (изъявительное, сослагательное, условное, повелительное, инфинитив, деепричастие, причастие) и шесть времён (настоящее, имперфект, будущее и составленные с ними времена); в прошлом причастия были не только страдательного залога, но и действительного залога, также существовал перфект; также существуют времена длительной формы глагола; вспомогательный глагол (в составе времён) часто — «иметь» в случаях с переходными глаголами, и «быть» с непереходными глаголами, когда их нельзя спутать с формой страдательного залога. Каждое лицо глагола имеет свой собственный суффикс, который иногда меняется со связанными суффиксами времени или наклонения глагола, это зависит от того, является ли глагол одно- или многосложным.
Большинство слов происходят от латинского языка. Необычной для романских языков особенностью является растяжимое использование идиоматических фразовых глаголов (конструкция глагол-частица) так же, как и в английском языке. Например: «trà» (тянуть), «trà via» (тратить, выбрасывать), «trà sù» (рвать, бросить), «trà foeura» (удалить, забрать); «mangià» (есть), «mangià foeura» (проматывать).
Чаще всего встречается порядок слов «подлежащее-глагол-дополнение», однако возможны и все остальные варианты расстановки в случаях, когда отсутствует двусмысленность, инверсия обычно используется для выделения первого слова. Перед глаголами третьего лица единственного числа стоят проклитики, определяющие субъект (el при существительном мужского рода, la при существительном женского рода, тождественны определённым артиклям); перед глаголами второго лица единственного числа ставится проклитика te; также могут ставиться и другие проклитики, например, a при любых лицах, i при множественном числе третьего лица. Определённые артикли — el (м.р.), la (ж.р.), i (мн.ч.), неопределённые — on (м.р.), ona (ж.р.), di (мн.ч.).